# Yeshe Tsogyal
Yeshe Tsogyal (˝Modra kraljica oceana˝, 757–817), je bila glavna spremljevalka velikega guruja, mojstra tantričnega budizma Padmasambhava. Bila je tudi Vajravahari v človeški obliki in emanacija Tare in Buddhalochana. Tako kot Nyinngma kot tudi Karma Kagyu, šoli tibetanskega nauka prepoznavata Yeshe Tsogyal kot ženskega Budo.

## Življenjepis

### Kot ženska
Rodila se je v osmem stoletju na Tibetu kot princesa klanu Kharchen. Po nekaterih zapisih je bilo njenemu očetu ime Namkha Yeshe in materi Gewa Bum, spet v drugih zapisih kot so Zalingma in biografija Yeshe Tsogyal (katero je izdal Taskham Nüden Dorjejo), je bilo njenemu očetu ime Kharchen Palgyi Wangchuk.
Kot deklica, naj bi molila za veselje in srečo vseh čutečih bitij. Čeprav je bila na začetku ena izmed spremljevalk tibetanskega kralja Trisonga Detsena, jo je v budizem vpeljal guru Rinpoche
Osredotočala se je na področju Vajrakilaya in doživela videnja božanstva, kar ji je prineslo prepoznavnost. Po mnogih letih učenja je postala razsvetljena. Zbrala in zapisala je tudi nauke Padmasabhave in jih razložila. Po smrti naj bi poletela skozi zrak neposredno proti Zangdokpalri.

### Kot predstavnica ženskega načela
Tako kot je Guru Rinpoche  emanacija razsvetljenega moškega načela, je Yeshe Tsogyal utelešenje ženskega načela. Ženska modrost in moška spretnost predstavljata dve odliki razsvetljenega uma- modrost brez spretnosti je neučinkovita, tako kot je namen brez modrosti. Z urjenjem in dojemanjem obeh načel kot celoto, se pride do razsvetljenja.
V panteonu tibetanskega budizma je Yeshe Tsogyal predstavljena v treh oblikah: kot fizična oseba, v človeški obliki (nirmanakaya), se pojavlja kot princesa klanu Karchen in kraljica Tibeta; kot videc (sambhogakaya),  imenovana tudi Vajrayogini, ena izmed pomembnih ženskih yidam (božanstva, ki se uporabljajo kot pomoč pri meditaciji tibetanskega budizma, prakticiranega kot Vajrayana obreda v Shambhala budistični rodbini);  brezoblični obliki odprtega prostora (dharmakaya), je Samantabhadri, ženska stran prvobitnega Bude Samantabhadre, osnovna oblika božanstva, neposredne narave uma in skrajni izvor Nyingma budistične ločine.

### Neločljivosti
Obenem jo dojemamo kot človeško bitje in kot manifestacijo Budinih naukov. Zgodbo o rojstvu Yeshe Tsogyal lahko povemo na dva načina. Kot utelešenje ženskega načela, ali  kot človeško bitje/oseba, s človeškimi roditelji. Živela je po načelih svojih naukov in tako prejela vlogo vzornika in vodnika.
Kot predstavnica ženske oblike modrosti  rodbine Vajrayana, je zavetnica iskalcev modrosti Vajrayana naukov. Njena dolžnost je zagotoviti ohranjanje naukov in oskrbovanje pripravnikov. Zato učenci Vajrayana v molitvah prosijo Yeshe za blagoslov.

## Miti
"Iz ust lotosa je bila rojena
Živahna boginja, junaška osvoboditeljica
Ki je prišla naprej v človeškem telesu
Med sneženimi gorami Tibeta."
Po legendi naj bi se Yeshe Tsogyal rodila na enak način kot Buda, ob zvoku mantre, ob rojevanju njena mati ni čutila bolečine. Velja za reinkarnacijo Budove matere Maye. Njeno ime, “Kraljica reke modrosti” izhaja iz legende, da se je ob njenem rojstvu podvojila velikost bližnjega jezera.

## Duhovni dosežki
Kot guru Rinpoche je bila Yeshe nasprotnica zagovornikov ideje, da žensko telo predstavlja oviro do razsvetljenja. Menila je, da je prav nežno ženstveno telo prednost na poti do modrosti.
Mnogi Tibetanci jo vidijo kot Budo, ki je prevzel obliko ženske, da bi postal dostopnejši preprostemu človeku.

## Emanacije
Yeshe Tsogyal velja tudi za utelešenje Saraswati in po nekaterih zapisih celo za bodhisattva Taro. V knjigi “Življenje Yeshe Tsogyal”, Padma Sambhava napove, da se bo Yeshe Tsogyel ponovno rodila kot Machig Labdrön; spremljevalka Machig Labdrön, Atsara Sale, bi tako postala Topbhadra,mož od Machig Labdrön; Pomočnica Machig Labdrön, Tashi Khyidren, bi se tako  spet rodila kot njena hči… Vse pomembne osebe v življenju Yeshe Tsogyel, bi se reinkarnirale v življenju Machig Labdrön, vključno s Padmasambhavo, ki naj bi postal Dampa Sanye.

## Verodostojnost njenega življenjepisa
Zahodnjaški zgodovinarji tibetanskega budizma, gledajo na Yeshe Tsogyal ne kot na resnično zgodovinsko osebo, ampak le kot na mitološki lik. Večina se jih osredotoča na samo zgodbo Guruja Rinponche. Tibetanci Rinponchejeve zgodbe, brez Yeshe Tsogyal ne priznavajo, saj je tako zgodba nepopolna, kot moško načelo ni popolno brez ženskega. Bila je nujna za Rinpochejovo popolno utelešenje kot Vajrayana učitelja. Brez Yeshe Tsogyal je življenje Guruja Rinpoche nedodelano.